# Беєрсхот (1899)
«Беєрсхот» (нід. Beerschot) — колишній професійний бельгійський футбольний клуб з міста Антверпен. Виступав у Лізі Жюпіле. Домашні матчі проводив на стадіоні «Олімпійський», який вміщує 12 771 глядача. Проіснував 100 років, після чого припинив існування у 1999 році в результаті злиття з клубом «Жерміналь-Екерен».

## Історія
Футбольний клуб «Беєрсхот» було засновано 3 вересня 1899 року. Утворенню клубу передувала купівля підприємцем Ернестом Грізаром у 1895 році території для будівництва іподрому на південній околиці Антверпена. Його син Альфред, що на той час навчався у Англії, запропонував батьку створити футбольний клуб, що й було зроблено. Ернест Грізар помер через декілька тижнів створення футбольної команди. Альфред Гізар після успадкування клубу назвав його «Беєрсхот», адже неподалік розташовувався парк Беєрсхотшоф.
«Беєрсхот» став доволі успішним клубом, зумівши у міжвоєнний період сім разів стати чемпіоном Бельгії. Після Другої світової війни команда стала рідше радувати вболівальників трофеями: на її рахунку два кубки Бельгії сезонів 1970–71, 1978–79 та фінал сезону 1967–68.
Тим не менш, до кінця XX сторіччя «Беєрсхот» розгубив колишню силу і ледве животів у третьому футбольному дивізіоні Бельгії. Клуб переживав глибоку фінансову кризу. У той же час екеренський «Жерміналь-Екерен» намагався вирішити проблему з низькою відвідуваністю ігор уболівальниками та безперспективністю розширення бази та стадіону у маленькому місті, тому у 1999 році екеренці вирішили об'єднатися з потопаючим «Беєрсхотом». Після злиття клубу змінили назву на «Жерміналь-Беєрсхот». Він отримав реєстраційний номер футбольної асоціації 3530 екеренської команди, зберігаючи її місце у вищому дивізіоні, проте переїздив з екеренської арени на стадіон «Беєрсхота» у Антверпені, який згодом було перебудовано. «Жерміналь-Беєрсхот» став продовжувачем історії та традиції клубу «Жерміналь-Екерен», досягнення ж команди «Беєрсхот», утвореної у 1899 році, не відносяться до команди, що перейхала у 1999-му з Екерена до Антверпена.

## Досягнення
- Чемпіонат Бельгії:
  - Чемпіон (7): 1921–22, 1923–24, 1924–25, 1925–26, 1927–28, 1937–38, 1938–39
  - Срібний призер (7): 1900–01, 1922–23, 1926–27, 1928–29, 1936–37, 1941–42, 1942–43
- Кубок Бельгії:
  - Володар (2): 1970–71, 1978–79
  - Фіналіст (1): 1967–68